# روا (أورينسي)
بلدية روا (بالإسبانية: Rúa) هي بلدية تقع في مقاطعة أورينسي التابعة لمنطقة غاليسيا شمال غرب إسبانيا.

## الديموغرافيا
بلغ عدد سكان بلدية روا 4.719 نسمة عام 2011 (وفقاً للمعهد الوطني للإحصاء الإسباني).
| 5.018 | 4.951 | 5.139 | 4.996 | 4.905 | 4.816 | 4.719 |